# Weather Report
Weather Report – amerykańska, jazzowa grupa muzyczna, grająca muzykę w stylu fusion. Działała w latach 70. i 80. XX wieku.
Powstała z inicjatywy muzyków grupy Milesa Davisa, którzy nagrali na przełomie lat 60. i 70. dwa przełomowe dla jazzu albumy, „In a Silent Way” i „Bitches Brew”. Stałe jądro zespołu stanowił duet Joe Zawinul (fortepian) i Wayne Shorter (saksofon). Członkami zakładającymi zespół w roku 1971 oprócz Joego Zawinula i Wayne’a Shortera byli Miroslav Vitouš (gitara basowa), Alphonse Mouzon (perkusja) oraz Airto Moreira (instrumenty perkusyjne). Uważana za prekursora stylu fusion.
W roku 1976 do zespołu dołączył basista Jaco Pastorius. Muzyka wykonywana przez grupę stała się bardziej melodyjna i zdobyła masowy rynek. Najbardziej znane utwory zespołu Weather Report to Teen Town, Birdland, Havona.

## Dyskografia
- Weather Report (1971)
- I Sing The Body Electric (1972)
- Live In Tokyo (1972)
- Sweetnighter (1973)
- Mysterious Traveller (1974)
- Tale Spinnin' (1975)
- Black Market (1976)
- Heavy Weather (1977)
- Mr. Gone (1978)
- 8:30 (1979)
- Night Passage (1980)
- Weather Report (1982)
- Procession (1983)
- Domino Theory (1984)
- Sportin' Life (1985)
- This Is This (1986)
- Heavy Weather: The Collection (1990)
- The Weather Report Selection (1992)
- Weather Report - The Jaco Years (1998)
- Live and Unreleased (2002)
- Forecast: Tomorrow (2006)